# Jinks Kunst
 (mai 2023).
La mise en forme du texte ne suit pas les recommandations de Wikipédia : il faut le « wikifier ».
Les points d'amélioration suivants sont les cas les plus fréquents :
- Les titres sont pré-formatés par le logiciel. Ils ne sont ni en capitales, ni en gras.
- Le texte ne doit pas être écrit en capitales (les noms de famille non plus), ni en gras, ni en italique, ni en « petit »…
- Le gras n'est utilisé que pour surligner le titre de l'article dans l'introduction, une seule fois.
- L'italique est rarement utilisé : mots en langue étrangère, titres d'œuvres, noms de bateaux, etc.
- Les citations ne sont pas en italique mais en corps de texte normal. Elles sont entourées par des guillemets français : « et ».
- Les listes à puces sont à éviter, des paragraphes rédigés étant largement préférés. Les tableaux sont à réserver à la présentation de données structurées (résultats, etc.).
- Les appels de note de bas de page (petits chiffres en exposant, introduits par l'outil «  Source ») sont à placer entre la fin de phrase et le point final[comme ça].
- Les liens internes (vers d'autres articles de Wikipédia) sont à choisir avec parcimonie. Créez des liens vers des articles approfondissant le sujet. Les termes génériques sans rapport avec le sujet sont à éviter, ainsi que les répétitions de liens vers un même terme.
- Les liens externes sont à placer uniquement dans une section « Liens externes », à la fin de l'article. Ces liens sont à choisir avec parcimonie suivant les règles définies. Si un lien sert de source à l'article, son insertion dans le texte est à faire par les notes de bas de page.
- La présentation des références doit suivre les conventions bibliographiques. Il est recommandé d'utiliser les modèles {{Ouvrage}}, {{Chapitre}}, {{Article}}, {{Lien web}} et/ou {{Bibliographie}}. Le mode d'édition visuel peut mettre en forme automatiquement les références.
- Insérer une infobox (cadre d'informations à droite) n'est pas obligatoire pour parachever la mise en page.

Pour une aide détaillée, merci de consulter Aide:Wikification.
Si vous pensez que ces points ont été résolus, vous pouvez retirer ce bandeau et améliorer la mise en forme d'un autre article.
Pour les articles homonymes, voir Kunst.
Jinks Kunst est un artiste de street art d'origine franco-suisse, né en 1976. Il vit et travaille à Rezé, dans la région nantaise.

## Biographie
Jinks Kunst est né en 1976 à Vevey, dans le canton de Vaud, en Suisse.
Il passe son enfance dans l’ouest de la France, à Pornic (Loire-Atlantique), où il découvre l'art grâce à son grand-père, Paul Urfer, céramiste d’art, élu meilleur ouvrier de France en 1972.
Pendant toute son adolescence, Jinks Kunst s’imprègne de la culture hip-hop et de celle du skate-board. À 14 ans, il commence par s’essayer au lettrage graffiti. Les magazines, fanzines, pochettes de disques l’amènent à découvrir les graffs et les illustrations d’artistes urbains comme Lazoo ou Mode2.
En 2002, sous le pseudonyme Jinks Kunst Stencil, il démarre le projet : « T.A.N.K : tout artiste Nantais Konfondus », qui a pour but de photographier tous les artistes nantais et d’exposer leurs œuvres sur un site internet dédié.
En 2005, il fonde le fanzine trimestriel « Apocalypse Nantes », qui reprend les actualités du monde des arts, de la musique hip-hop, et présente le travail des graffeurs nantais.
En 2006, il découvre le travail au pochoir de Jef Aérosol et de Logan Hicks. Il se met à travailler le pochoir sur différents supports : murs, bois, papiers, toiles, planches de skate-board et disques vinyle.
En 2008, il commence à détourner les panneaux de signalisation de Nantes, puis dans le reste du monde.
En 2011, pour commémorer les 20 ans de la mort de Serge Gainsbourg, il réalise un portrait du chanteur avec plus de 20 000 filtres de cigarettes qu’il a collecté pendant trois ans.  
En 2013, il réalise un portrait de Nelson Mandela, constitué d'environ 10 000 briques Lego.
En 2015, il se rend dans le bidonville de Sidi Moumen à Casablanca avec l’association Street Art Sans Frontières. Il y réalise une peinture relatant la vie quotidienne des habitants du lieu. Puis, à la demande de l’association Art Lab de Katmandou, il gagne le Népal pour y organiser des ateliers autour du street art. Cette série d’ateliers se clôture dans la ville de Béni. Jinks Kunst participe à la réalisation d’une fresque en hommage à Mahabir Pun, un enseignant népalais ayant équipé en Wi-Fi des zones très reculées de l’Himalaya. Jinks Kunst peint son portrait. Une œuvre de 2,5 × 4,3 m.
En 2017, il participe au Cambodia Urban Art de Phnom Penh (Cambodge), et y peint une fresque inspirée par le film documentaire de Xavier de Lauzanne, Les Pépites (sorti en 2016).
En 2018, à Saint-Nazaire (Loire-Atlantique), il peint au pochoir sur les murs des quartiers populaires de Penhouët et Méan des scènes de vie ouvrière.
En 2021, Jinks Kunst est sélectionné avec 76 autres artistes parmi 2 700 candidats pour participer au Prix du graffiti et du street art 2021 de Paris.
En 2022, Jinks Kunst est convié à participer à l'exposition RoadMap organisé par le Colors Festival. L'exposition se déroule à Paris dans le quartier de Saint-Germain-des-Près. Elle regroupe 25 artistes, dans trois immeubles Haussmanniens, pour une balade immersive dans six appartements repeints du sol au plafond. Lors de cette expérience inédite, les artistes invitaient les visiteurs à voyager de région en région, de l’Auvergne-Rhône-Alpes au Pays de la Loire, en passant par la Nouvelle Aquitaine. Jinks Kunst représentait les Pays de la Loire avec huit créations symbolisant sa région d'adoption.
À Nantes, et dans toute la région nantaise, ses pochoirs sont visibles sur de nombreux murs et des devantures de magasins, tout comme ses stickers sur les panneaux de signalisation.

## Techniques
Artiste multidisciplinaire, Jinks Kunst travaille en particulier le détournement de panneaux et le pochoir.
À l'aide d'autocollants découpés à la main, les panneaux se transforment : un panneau sens interdit devient une baignoire, un dos d’âne se transforme en skate parc ou un sens interdit en crucifix moderne. Jinks Kunst a customisé plus de 1000 panneaux, dans 34 pays différents.
Jinks Kunst pratique également le pochoir. Armé d’un cutter, il découpe à la main des œuvres grandeur nature s’inspirant de l’actualité, de la politique, de la littérature, des cultures urbaines, du monde ouvrier ou de la vie animale.

## Projets

### Djiguene & Goor
En 2016, Jinks Kunst voyage au Sénégal, au Mali, au Burkina Faso, en Côte d’Ivoire et au Bénin. Dans chaque pays visité, il choisit de rendre hommage à des hommes et des femmes pour leurs engagements en faveur de causes sociales ou culturelles. Ces hommages se matérialisent sous la forme de fresques peintes sur les murs des villes où ces acteurs locaux agissent.

### Alibi
En 2019, Jinks Kunst et Vincent Prieur organisent le projet Alibi (réalisations de peintures dans les camps de réfugiés) au Kurdistan Irakien (Erbil) et au Liban (camps de Chatila, Najr et Bar Elias) avec l'association Solid'Art International.

## Expositions Solos
2023
Galerie La Graffiti Compagnie "20 ans de voyages artistiques" - Le Pouliguen (France)
2022
Serre de la Gobinière - Orvault (France)
2019
Cité des congrès "Tissé Métisse" - Nantes (France)

2018
Radisson Blu "Blu Party" - Nantes (France)
Galerie l’Artichaut - Nantes (France)
Château de la Gobinière - Orvault (France)

2017
Galerie 18 - Nantes (France)

2015
Click SkateShop - Nantes (France)
Brooklyn Bar  - Casablanca (Maroc)
L'Uzine - Casablanca (Maroc)
Le Vème - Vevey (Suisse)

2014
Galeria Al Xaraf - Albaida (Espagne)
Galerie Républiqu’Art - Hyères (France)
Chateau De La Baliniere - Rezé (France)

2013
Talents Vendéens - Challans (France)

2012
Chateau De La Gournerie  - St Herblain (France)

## Expositions collectives
2023
- Galerie La Graffiti Compagnie "Naturellement Bêtes" - Le Pouliguen (France)[26]
  - Avec Adey, Docteur Bergman, Jérôme Mesnager, Mosko, Nice Art, Elam, EZP, Gregos, JBC, Jinks Kunst, Mr Pee, Britt, Lautissier, Maria Slovakova, Moreje et Nosbé.
- Solid'Art #2 - Carreau du temple / Paris (France)[27]
- RoadMap V2 - Saint Germain des Prés - Paris (France)[28]
  - Avec Agrume, Charles Foussard, Charlotte Champion, Codex Urbanus, Delphine Delas, Dize 156, Djalouz, Florent Devauchel, Graffmatt, Julien Migwel, La Dactylo, LadyBug, Mathieu_1976, One Mizer, Petite Poissone, Piotre, Raf Urban, Sax, Selor, Smak 3, Smoka, Steeven Salvat, Stesi 156, Taylor Barron...

2022
- Galerie La Graffiti Compagnie "Naturellement Bêtes" - Le Pouliguen (France) [29]
  - Avec Adey, Codex Urbanus, Dr Bergman, Doudou Style, Elam, Gregos, JBC, Jérôme Mesnager, Mosko, Mr Pee, Nice Art, Paella, RNST, Shadee K...
- RoadMap - Saint Germain des Prés -- Paris (France)[30]
  - Avec Agrume, Charles Foussard, Charlotte Champion, Codex Urbanus, Delphine Delas, Dize 156, Djalouz, Florent Devauchel, Graffmatt, Julien Migwel, La Dactylo, LadyBug, Mathieu_1976, One Mizer, Petite Poissone, Piotre, Raf Urban, Sax, Selor, Smak 3, Smoka, Steeven Salvat, Stesi 156, Taylor Barron...
- Galerie l'Atelier - Goldorak is back - Rennes (France)[31]
  - Avec Gwendal Lemercier, Fabien Rypert, Grapho, Yome, Rom1, Gildas Java...
- Galerie Joseph Minimes - Urban Signature  "Art Against Pain" - Paris (France)[32]
  - Avec Ami imaginaire, Ardif, Asto Bebar, Chanoir, Cofee, Crey 132, Dave Baranes, Dawal, Debza, Dourone, Eddie Colla, Ensemble Réel, Emyart’s, Erell, EZK, Franck Noto, Graff Matt, Hydrane, Istraille, Jérome Mesnager, JM Robert, Jo Di Bona, Jo Little, JonOne, Jordane Saget, L’Atlas, Le Cyklop, Levalet, Luke Newton, Mathieu Lucas, Mathieu Questel, Matt_tieu, Mist, Monsta, Mouad Aboulhana, Nitram Joke, No Luck, Noon, Onemax132, Onemizer, Ose, Raf Urban, Rasto, Sabrina Beretta, Seny, Shane ODV, Shera, Stéphane Parain, Stew, Stoul, Sun7, Tanc, Temponok, Titomulk, Waroox, Ygrek, Yoann Bonneville, Zeklo, Zenoy
- Galerie La Graffiti Compagnie "Le gang des pastiches" - Le Pouliguen (France)[33]
  - Avec Adey, Bojan, Crey 132, Codex Urbanus, Docteur Bergman, Ezp, JBC, Jérôme Mesnager, MG La Bomba, Mosko, Nice Art, Nowart, Paella, Yarps
- Galerie Amarrage "Prix du Graffiti" - Saint-Ouen (France)[34]
  - Avec Ador, Inconito, Korsé, Sorak, Marika, Konu, Evok, Combo, Beerens, Artimus, Boste, Edmond Lib, Karen Gallego, Robis, Prost, Kevin Bard, Snake, SG Goom...
- Galerie La Graffiti Compagnie "Fête ses 1 ans" - Le Pouliguen (France)[35]
  - Avec Adex, Bojan, Codex Urbanus, DacRuz, Docteur Bergman, Elam, EvazéSir, EZP, Gregos, JBC, Jérome Mésnager, Jinks Kunst, Konu, Lapin Mutant, MG Lbomba, Mister Pee, Mosko, Nice Art, Psychoze, RNST, Yarps.

2021
- Urban Signature "Street vs Wild" - Paris (France) [36]
  - Avec Alert, Ami Imaginaire, Ardif, Berthet One, Le CyKlop, Dark, EZK, In Love, Jérôme Mesnager, Jibé, Jo Di Bona, Jo Little, L’Atlas, Matt_tieu, Mosko, Onemizer, Piotre, Raf Urban, Rasto, Sabrina Beretta, Stoul, Talmé, Tanc, Temponok, Théo Haggaï, Toctoc, WordsbyWabisabi et Xare…
- Grande serre des docks "Prix du Graffiti" - Saint-Ouen (France)[34]
  - Avec Ador, Inconito, Korsé, Sorak, Marika, Konu, Evok, Combo, Beerens, Artimus, Boste, Edmond Lib, Karen Gallego, Robis, Prost, Kevin Bard, Snake, SG Goom...
- Galerie La Graffiti Compagnie "Bande Originale" - Le Pouliguen (France)[37]
  - Avec Adey, Codex Urbanus, Dr Bergman, Elam, EZP, Gregos, JBC, Jérôme Mesnager, Lapin Mutant, Mat Elbe, Mosko, Nice Art, Yarps...
- Street Art Postal - Sassenage (France)
- Centre Culturel Maurice Genevoix "Aux Arts Citoyens" - Saint-Denis-de-l'Hôtel (France)

2020
- Urban Signature - Paris (France)

2019
- Espace Niemeyer - Paris (France)[38]

2018
- Pavillon de l’eau - Paris (France)[39]
  - Avec 2Flui, 2Zh, Abk, Akelo, Daria Aleks, Aloha Ronay, Arthur Simony, Artmur, Bens, Boste, Comer OBK, Crab, Damien-Paul Gal, Difuz, Dire, Doudou’style, Edmond Lib, El Djune, Fat, Freddish, Graffmatt, Ioye Oner, Jean-Philippe Gournay, JeanJerome, Kens, Keusty, Konu, Kty, Lask, Lobo / Lorenzo Boldy, Lorence, Mathieu, Matox, Olivier Megaton, Mesh, Mr Bonheur, Myre, Nadège d’Auvergne, Nea, Niggoul, Nina Troya, Nitrax, Paëlla, Pangol, Pierre Bancheraud, Ruby, Sebd, Saveur Graffik, Seehund, Selor, Sept, Takt, Slice, Srek, Sunset, Sitou, Toncé, Tonic Ac, UR-78, Virginio Vona, Vyrüs, Wilee, Wizart, Yandy Graffer, Zalez, Mega Matt, Combo, Wire, Cosmos, Batsh, Nassyo, KristX, Louis Bottero, Stesi, Mush, Pimax, Lady K, Arianne Pasco, Jo Di Bona, Kanos, Crey 132
- FADA 317 - Amman (Jordanie)
- Hôtel Drouot "Next Art Emotion" - Paris (France)[40]
  - Avec Alpone, An'K, Anthea Missy, Baldocchi, Clyse, Cobo, Thomas de Balasy, Frédéric Iriarte, Laetitia de Gaulle, Dorla, Fesa, Hrlck, Iea, Kzed, Leyto, Mat Elbe, Loodz, Molla, Ned, Olivier Megaton, ME, Nikko KKO, Moze, Panoner, Orizon, Sezam, Tarek, Vincent Dacquin, Wire, Art-Now, Christian Braut, Clara Céna, Desmaris'n, Gavaud, Me?L, Pech, Pico, Pompetti, Tonk Ac, Martial Mandin, Calaciura...

2017
- Galerie The Art Project - Bruxelles (Belgique)
- Studio 49 - Genève (Suisse)[41]
  - Avec Mad C, Nychos, Inti, Shepard Fairey, SupaKitch, Fafi, Alexone, L'Atlas, C215, Speedy Graphito, Zevs, Blek le rat, Cope2, Taki 183, Mr Brainwash, Jonone, Mr Chat, Gregos, QuikSonic, VLP, Ernest Pignon-Ernest, Toctoc, Bust the Drip, Clet Abraham, Jérôme Mesnager, Ygreki, Le Cyklop, Zest, Mist, Bandi, Saber, Zmogk, Théo Lopez, David Walker, Cren, Fenx, Zenoy, Jef Aérosol, Levalet, Renk, Vermibus, Os Gemeos, L7M, Rodrigo Branco, Seth, Fansack, Keith Haring, Jean-Michel Basquiat, Banksy, Evol, Kool Koor, Sharp, Seen, Blade, T-Kid, Sven, Siker, Eyone, Lek, Bom K, Taroe, Ezk, Stoul, Jo Di Bona, Jazi, Pimax...
- Maison Mère Immobilier - Paris (France)

2016
- Espace Vanderborght “Expo Strokar” - Bruxelles (Belgique)[42]
  - Avec Jef Aérosol, Bault, Bebar, Jo Di Bona, BZT, Eddie Colla, François Coorens, Dtone,Fred Ebami, le collectif Farm Prod, David le Gouar,  HMI CNN, Jaune, Kashink, Kool Koor, Kurar, Levalet, Valérie Lippens, Steeve Locatelli, MG La Bomba, Jérôme Mesnager, Denis Meyers, Alice Mizrachi, Jean-Luc Moerman, Monk, Moyoshi, Nosbé, Nova Dead, Oeno, Ose, Parole, Popay, Mute Proheroes, RNST, Jean-Maxime Robert, Joachim Romain, Zac Rylic, Stew, Stoul, Max Tétar, Toxic, VLP, Pierre Ziegler, Jaz Zu...
- Lavo//Matik - Paris (France)

2015
- Park Gallery - Katmandu (Népal)
- The D&N Win House - Genève (Suisse)
- Galerie Lavo//Matik – Paris (France)
- Galerie Ligne 13 - Paris (France)
- Galerie Bagatelle - Fontainebleau (France)

2014
- Galerie Kazamat - Osijek (Croatie)
- Laszlo Biro Gallery - Rome (Italie)
- The Music Center - Orlando (USA)
- Punk Milk Gallery - Melbourne (Australie)
- Hôtel Marcel Dassault / Artcurial "70 artistes pour les autistes" - Paris (France)[43]
- Avec Akiza, Alex, Brok, Chanoir, Da Cruz, Dan 23, Dume, Ender, Evazésir, Fkdl, Gilbert Petit, Gregos, Guy Denning, Jazzu, Jbc, Jef Aérosol, Jonone, Juan Chacon, Kashink, Kouka, Kub, L’Atlas, Larrivaz, Shadee K, Le Cyklop, Liliwenn, M. Chat, Vuille, M. Knar, Mademoiselle Berthelot, Marko 93, Michael Beerens, Mimi Le Clown, Miss Van, Mister Lolo, Myre, Nasty, Nemi Uhu, Nosbé, Paella, Paul Bloas, Philippe Baudelocque, Rcf1, Seize, Seyb, Shepard Fairey, Skio, Speedy Graphito, Stoul, Sun7, Suriani, Tanc, The Dude Company, Tieri, Tony & Ka, Yeemd...
- La nuit de l'architecture "Tétromino Level 1" - Tournai (Belgique)[44]
  - Avec Artiste Ouvrier, Arti, Artman (Belgique), Aste, Atmo, Avataar, Bebar, Bignow (Espagne), Boher, Cacou, Céline Lebovitch, Collectif BIM (Az, Rathur, Luje, Bam), D3, Damien-Paul Gal, Dinero, Djalouz, Djihem, Edith Donc, Elienor, Epsylon point, Eugénie Fauny, Frédéric Mazère, Gamor, Lady K, LalaSaidko, L'Atlas, LiliB, Loul, Lxir75, Mephis, Michel Pietsch (Allemagne), Mose, Mr_George, Nemi UHU, Nice Art, Nicotine, Obi Wood, Ortaku (Roumanie), Rnst, Rom, Sage, Satsugaï Lens, Scotie, SG Goom, Shadee. K, Shok, Stencilnoire (Italie), Stoul, Supo Caos, Tarek, Valerie Maho, Wyland, Zerka…
- Galerie Angle3 "Tétromino Level 2" - Quimper (France)[45]
  - Avec les mêmes artistes qu'aux levels précédents.
- Galerie Républiq'Art "Tétromino Level 3" - Hyères (France)[46]
  - Avec les mêmes artistes qu'aux levels précédents.
- Rotonde du Park Hôtel "Tétromino Level 4" - Hyères (France)[47]
  - Avec les mêmes artistes qu'aux levels précédents.
- Bab’s Galerie "Tétromino Level 5" - Bagnolet (France)[48]
  - Avec les mêmes artistes qu'aux levels précédents.
- Galerie Nunc "Tétromino Level 6" - Paris (France)[49]
  - Avec les mêmes artistes qu'aux levels précédents.

2013
- Bab’s Galerie "Art Business - Bagnolet (France)[50]
  - Avec Basto 73, Lorenzo Boldy, Djalouz, Djihem, Solvenn, Dromson, Marlène Ehrhard, Jazzu, Krash2, Céline Lebovitch, Kouka Ntadi, Ariane Pasco...
- Galerie Nunc - Paris (France)
- Galerie Bab Mansour Laalaj - Meknès (Maroc)
- Galerie Bab El Marsa “Tanja Street Art #2" - Tanger (Maroc)[51]
- Château De Genève - Moncoutant (France)

2012
- Musée Dupuy Mestreau - Saintes (France)[52]
  - Avec Caligr, Djalouz, Fred Calmets, Luche, Stoul, YZ, Zokatos...
- Galerie Ophite - Paris (France)
  - Avec Gregos, Jérôme Mesnager, Clet Abraham, Le CyKlop, TSF Crew, Le Diamantaire, Nemi UHU…
- Galerie Espace Smaaks - Paris (France)
- Galerie Mohamed Drissi “Tanja Street Art #1" - Tanger (Maroc)[53]
- Gardu House Gallery "Major Razor" - Jakarta (Indonésie)

2011
- North Art Space Gallery “Divergence” - Jakarta (Indonésie)[54]
  - Avec Aswino Aji, Pisa 73, Above, Arie Dyanto, Btoy, Czarnobyl, UBC, Reflect, Stenzilia, Farhansik, Farid Stevy, M-City, Jah, Goin, Mathew Curran, Leckomio, Sigt Bapak, Glam Rury, Galerri Foto...

## Galerie

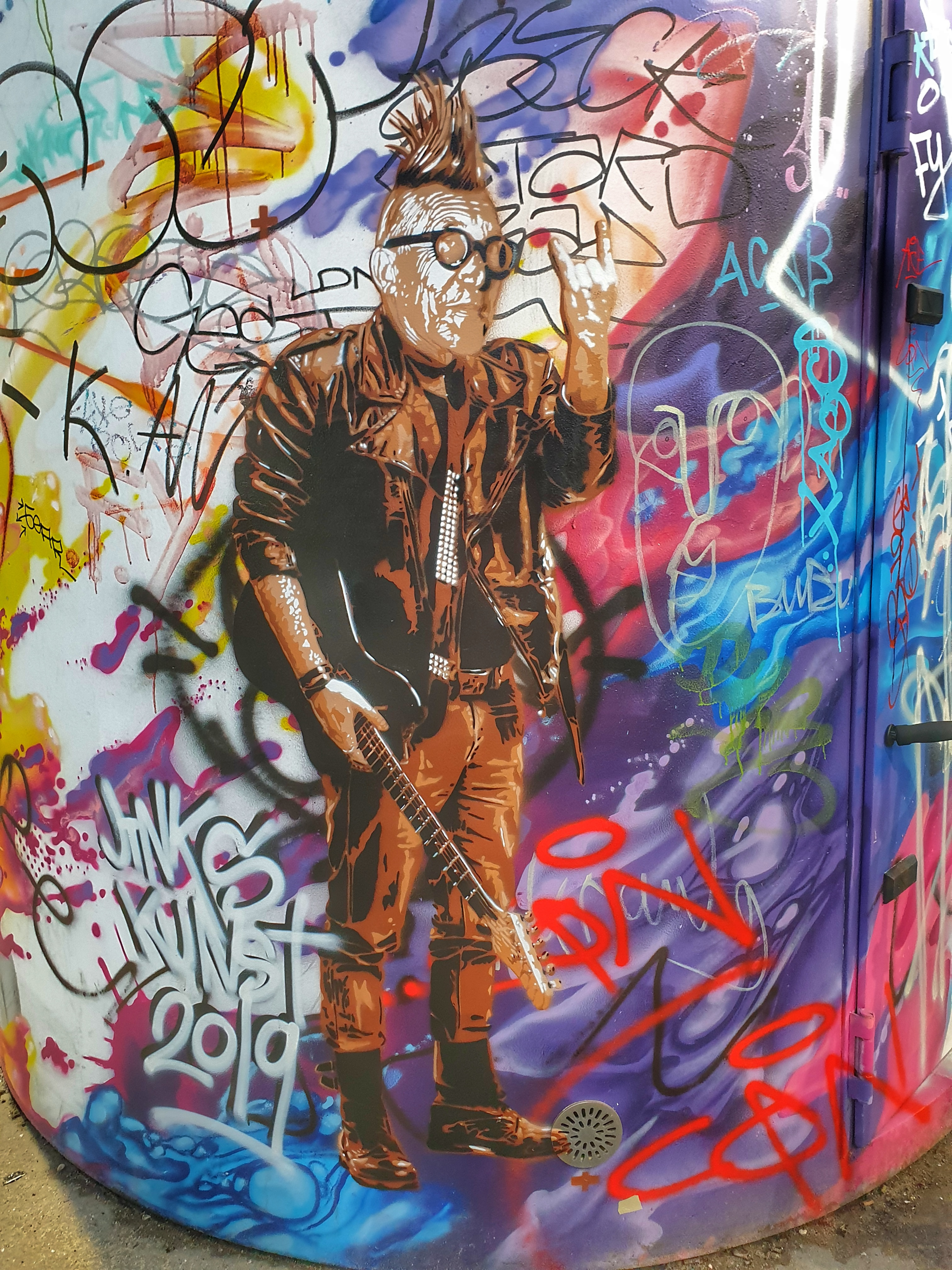
Jinks Kunst - Berlin - 2019

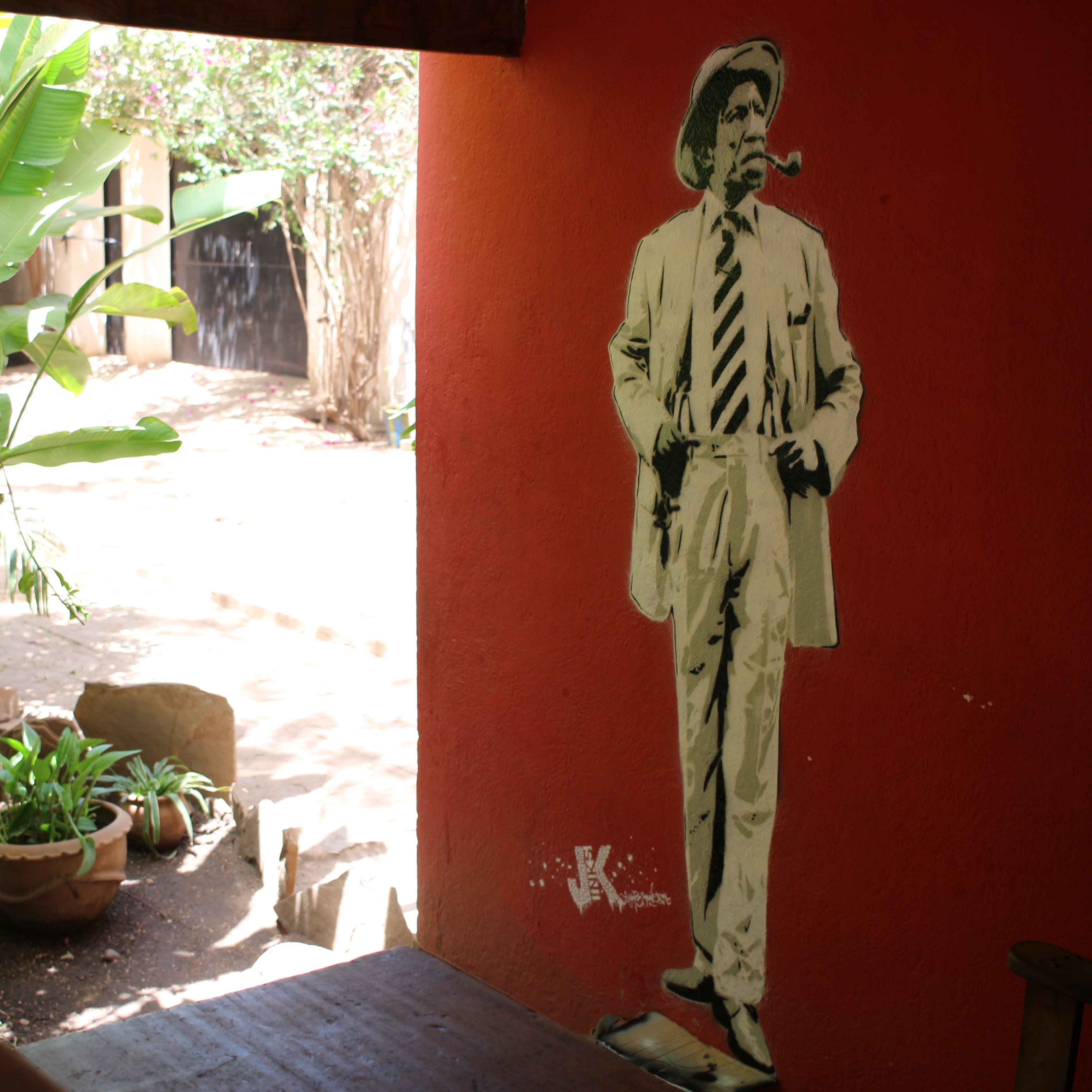
Jinks Kunst - Bamako - 2016

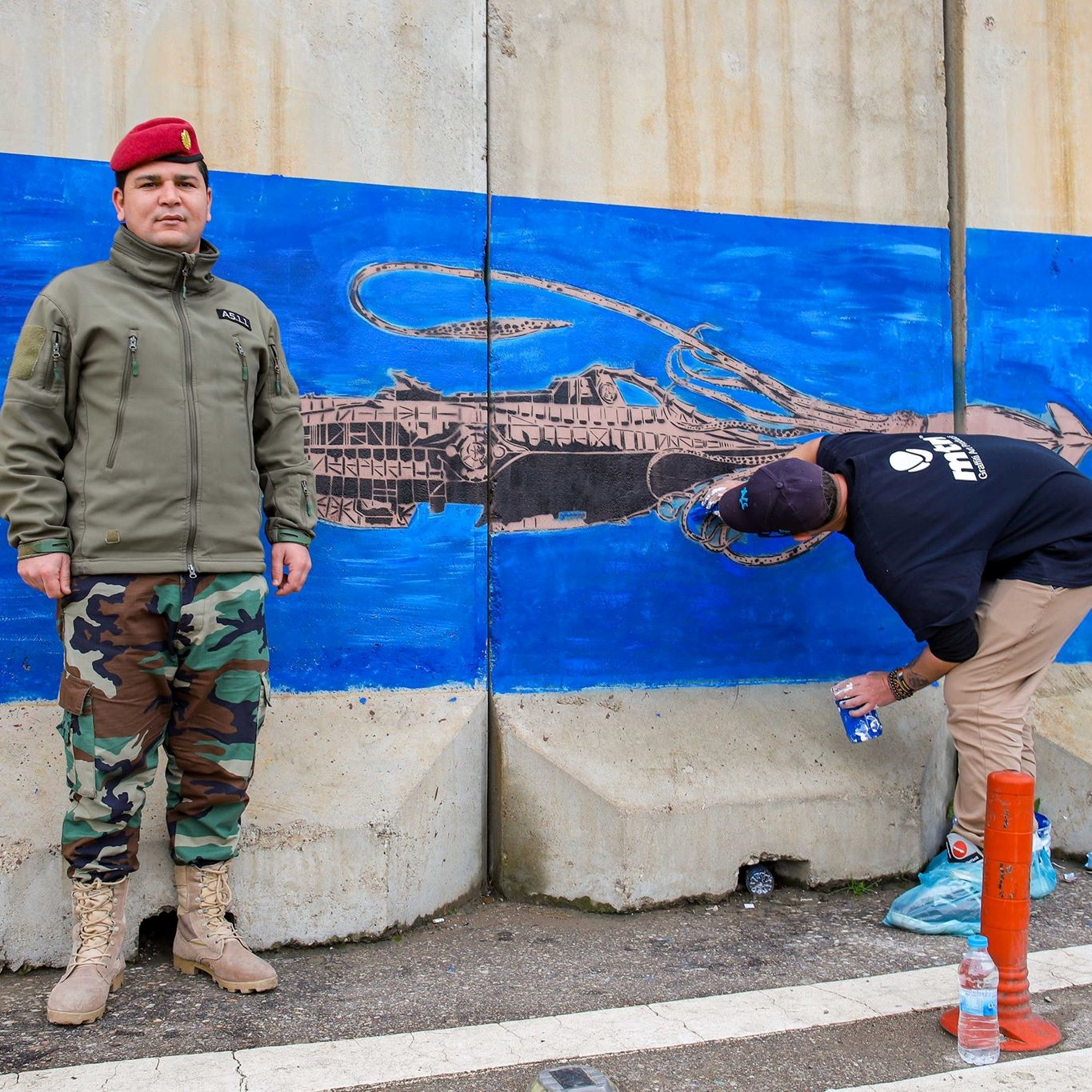
Jinks Kunst - Kusdistan - 2019

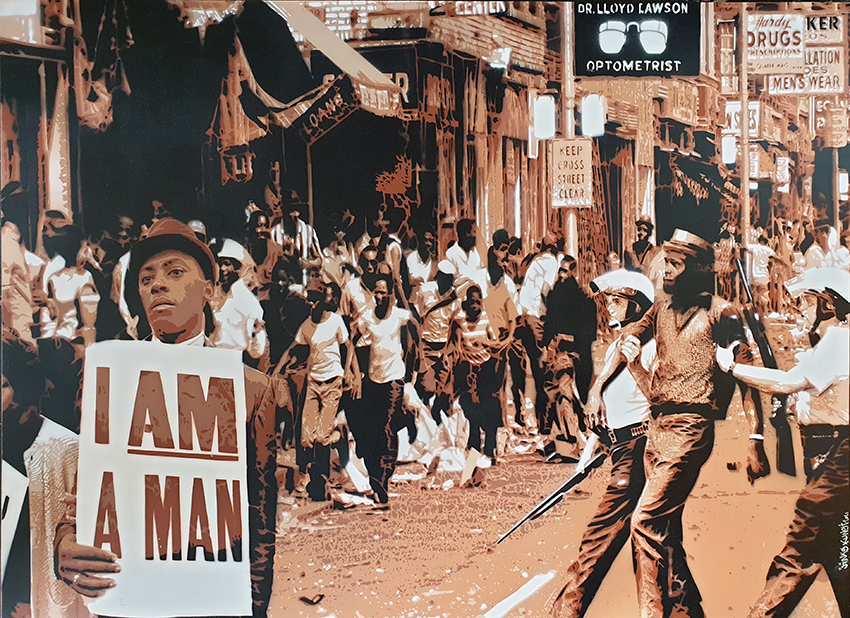
Jinks Kunst - I am a man - 2021

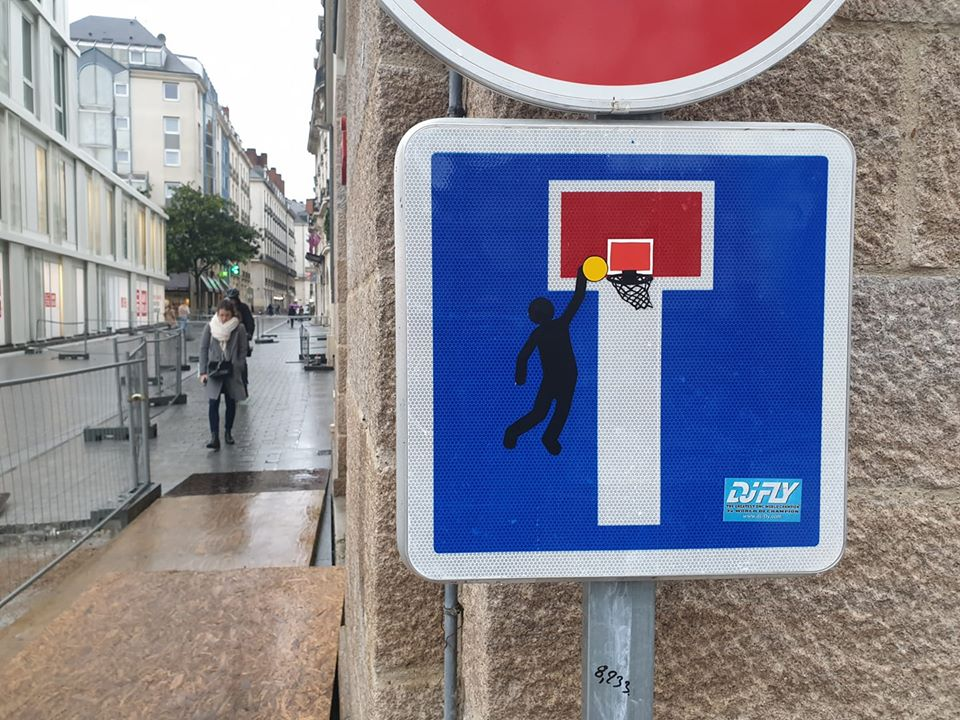
Jinks Kunst - Détournement de panneau - 2020